# Hyperaspis campestris
Hyperaspis campestris är en skalbaggsart som först beskrevs av Herbst 1783.  Hyperaspis campestris ingår i släktet Hyperaspis, och familjen nyckelpigor. Arten har ej påträffats i Sverige.